# Gustave Van Belle
Gustave Van Belle (Lovendegem, 16 de março de 1912 - Gante, 25 de agosto de 1954) foi um ciclista belga que correu durante a década de 1930 do século XX. Só se lhe conhece uma vitória, a primeira edição da Gante-Wevelgem, em 1934.

## Palmarés
- 1934
  - 1º na Gante-Wevelgem